# Joseph Iléo
Joseph Iléo (Léopoldville, 15 de septiembre de 1921-Bruselas, 19 de septiembre de 1994), también conocido con el nombre de Sombo Amba Ileo, fue el segundo primer ministro de la República del Congo (Léopoldville), nombrado por Joseph Kasa-Vubu para sustituir a Patrice Lumumba. Ejerció como primer ministro en dos ocasiones.

## Biografía

### Primeros años
Joseph Iléo nació el 15 de septiembre de 1921. En 1956, fue uno de los autores de Manifeste de la Conscience Africaine, en el que se reclamaba la autonomía de los derechos del pueblo africano.
En 1958, formó parte en la fundación del Movimiento Nacional Congoleño. Cuando el movimiento se disolvió un año más tarde, se unió al bando liderado por Albert Kalonji, siendo secretario nacional.

## Tras la independencia
Iléo fue votado en el Senado y, después, votó su presidente en junio de 1960. Tras el asesinato del primer ministro Patrice Lumumba, Iléo fue nombrado primer ministro por el presidente congoleño Joseph Kasavubu, el 5 de septiembre de 1960. Se mantuvo en el cargo hasta el 20 de septiembre de 1960.
Bajo su sucesor, Albret Ndele, ejerció como ministro de Información. En febrero de 1961, fue elegido primer ministro de nuevo y continuó hasta el 2 de agosto de 1961. 
Entre marzo y diciembre de 1979, Iléo obtuvo el cargo de presidente de la Asamblea Nacional. En abril de 1990, crea junto a André Bo-Boliko el Partido Demócrata y Social Cristiano (PDSC), del que es presidente hasta su muerte en 1994.